# Serapicamptis ducoroniae
Serapicamptis ducoroniae är en orkidéart som först beskrevs av Pierre Delforge, och fick sitt nu gällande namn av Julian Mark Hugh Shaw. Serapicamptis ducoroniae ingår i släktet Serapicamptis och familjen orkidéer. Inga underarter finns listade i Catalogue of Life.